# Elezioni presidenziali in Algeria del 1976
Le elezioni presidenziali in Algeria del 1976 si sono tenute il 10 dicembre. Houari Boumédiène, leader del Fronte di Liberazione Nazionale (unico partito politico legale del paese), è stato eletto con il 99,5% dei voti.

## Risultati
| Candidati            | Liste                           | Voti      | %    |
| -------------------- | ------------------------------- | --------- | ---- |
| Houari Boumédiène    | Fronte di Liberazione Nazionale | 7.976.568 | 99,5 |
| Contro               | Contro                          | 43.242    | 0,5  |
| Totale               | Totale                          | 8.019.822 | 100  |
| Schede bianche/nulle | Schede bianche/nulle            | 87.663    |      |
| Totale               | Totale                          | 8.107.485 |      |